# Ken Robinson (Leichtathlet)
Ken Robinson (* 15. Juli 1963) ist ein ehemaliger US-amerikanischer Sprinter.
1983 siegte er bei den Panamerikanischen Spielen in Caracas in der 4-mal-100-Meter-Staffel.

## Persönliche Bestzeiten
- 100 m: 10,27 s, 27. März 1982, Tempe
- 200 m: 20,76 s, 1. Juni 1983, Houston

| Personendaten    | Personendaten              |
| ---------------- | -------------------------- |
| NAME             | Robinson, Ken              |
| KURZBESCHREIBUNG | US-amerikanischer Sprinter |
| GEBURTSDATUM     | 15. Juli 1963              |